# Rożce
Rożce – wieś w Polsce położona w województwie mazowieckim, w powiecie grójeckim, w gminie Belsk Duży.
W skład sołectwa Rożce wchodzi także wieś Daszewice.
W latach 1975–1998 miejscowość administracyjnie należała do województwa radomskiego.